# Лях Дмитро Миколайович
Дмитро Миколайович Лях (нар. 23 травня 1994, Глибока, Чернівецька область, Україна) — український футболіст, півзахисник.

## Клубна кар'єра
Вихованець футбольної школи «Буковина» (Чернівці). У чемпіонаті України (ДЮФЛ) виступав за команди «Освіта» (Чернівці) та РВУФК (Київ). Впродовж 2011—2014 років виступав в сімферопольській «Таврії» за команду дублерів, де за три роки провів більше 30 матчів.
Влітку 2015 року перебрався до «Буковини» з міста Чернівці. Наприкінці березня 2016 року залишив склад чернівецької команди, провівши при цьому тільки одну гру в кубку України та ще 7 разів потрапляв до основної заявки на матчі чемпіонату.
З 2015 по 2016 рік виступав за «Маяк» (Великий Кучурів) та ФК «Університет» (Чернівці), у чемпіонаті Чернівецької області. У 2017 році виступав за аматорський футбольний клуб «Волока» (Волока). Влітку 2018 року став володарем областного кубка у складі ФК «Коровія».

## Кар'єра в збірній
Виступав за юнацькі збірні України, зокрема: за юнацьку збірну України до 16 років Дмитро зіграв 9 матчів, за юнацьку збірну України до 17 років зіграв 5 матчів, а також провів 2 матчі за юнацьку збірну України до 19 років.

## Досягнення
Аматорський рівень
- Володар Кубка Чернівецької області (3): 2015, 2017, 2018.
- Володар Суперкубка Чернівецької області (1): 2017.
- Срібний призер чемпіонату Чернівецької області (2): 2015, 2017.
- Бронзовий призер чемпіонату Чернівецької області (1): 2016.